# 3633 Mira
3633 Mira (1980 EE2) là một tiểu hành tinh vành đai chính được phát hiện ngày 13 tháng 3 năm 1980, bởi Felix Aguilar Observatory ở El Leoncito.